# Kōtarō Yamahara
Kōtarō Yamahara (japanisch 山原 康太郎 Yamahara Kōtarō; * 19. September 2000 in der Präfektur Saitama) ist ein japanischer Fußballspieler.

## Karriere
Kōtarō Yamahara erlernte das Fußballspielen in der Schulmannschaft der Maebashi Ikuei High School sowie in der Universitätsmannschaft der Tokyo International University. Von August 2022 bis Saisonende 2022 wurde er von der Universität an den Drittligisten Fujieda MYFC ausgeliehen. Für den Drittligisten kam er jedoch nicht zum Einsatz. Am Ende der Saison 2022 wurde Fujieda Vizemeister und stieg somit in die zweite Liga auf. Nach der Ausleihe wurde Yamahara am 1. Februar 2023 fest von Fujieda unter Vertrag genommen. Sein Zweitligadebüt für den Verein aus Fujieda gab Kōtarō Yamahara am 29. März 2023 (5. Spieltag) im Heimspiel gegen Tokyo Verdy. Bei der 0:5-Niederlage wurde er nach der Halbzeitpause für Shōta Suzuki eingewechselt. Nach 43 Ligaspielen wechselte er im Januar 2025 zu dem ebenfalls in der zweiten Liga spielenden Ehime FC.